# Dobrogostea (okręg Ardżesz)
Dobrogostea – wieś w Rumunii, w okręgu Ardżesz, w gminie Merișani. W 2011 roku liczyła 812 mieszkańców.